# Apaches

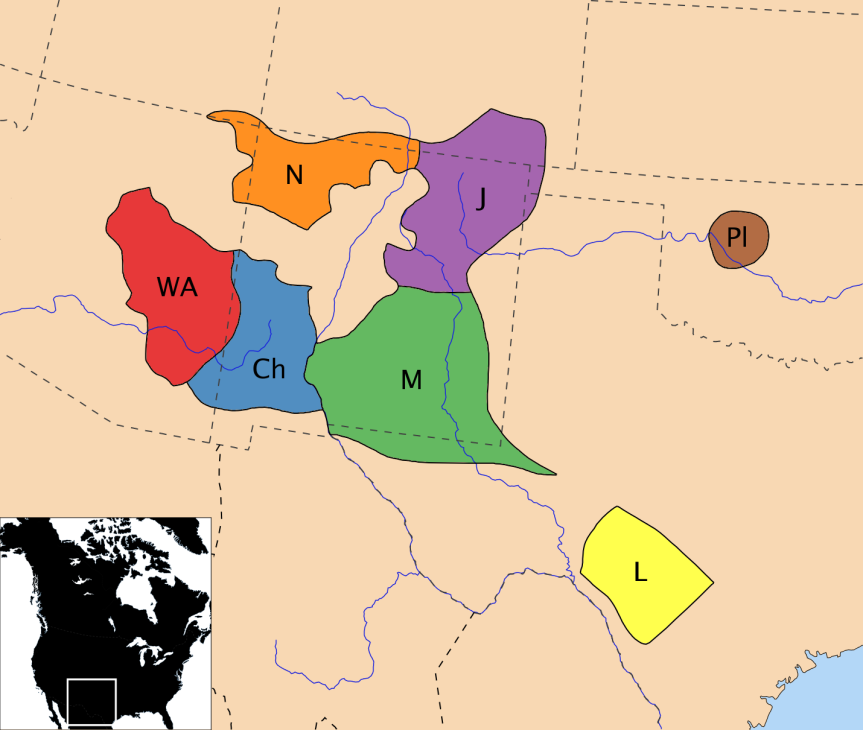
Distribuição dos apaches no Século XVIII

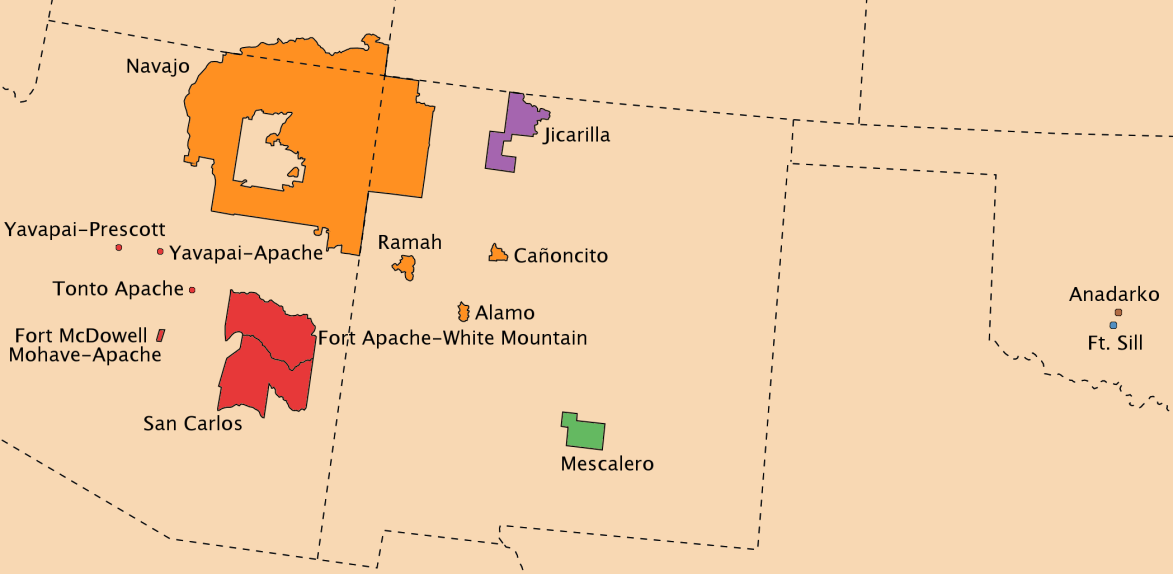
Distribuição atual dos apaches

Os apaches são um grupo étnico na-dene, sendo um dos povos nativos dos Estados Unidos. Falam a língua apache e habitam atualmente reservas indígenas, no sudoeste dos Estados Unidos. Antigamente, os povos Apaches ocupavam territórios em Arizona, norte do México, Novo México, oeste e sudoeste do Texas e sul de Colorado. Os locais tradicionais dos Apaches consistiam em montanhas altas, vales abrigados e fornecidos de água, grandes ravinas, desertos e as Grandes Planícies do Sul. Existe uma controvérsia sobre a inclusão ou não dos navajos entre os apaches.

## Etimologia
"Apache" é oriundo de uma língua do Novo México, através do inglês apache e do francês apache.

## História
Os indígenas apaches povoaram as planícies nas partes central e sudoeste dos Estados Unidos perto do ano 850. A reputação mundial dos apaches como guerreiros ferozes começou no século XVI, quando houve o confronto com os colonizadores espanhóis a respeito de relações comerciais, fronteiras territoriais e caça ao bisão-americano. No século XIX, o governo dos Estados Unidos começou uma guerra de extermínio aos apaches para facilitar a colonização do oeste. Chefes como Mangas Coloradas, Cochise e Gerônimo comandaram os apaches nas batalhas contra os Estados Unidos.
A tribo apache mescalero está localizada nas Montanhas Sacramento, no Sul do Novo México. Foi reconhecida formalmente pelos Estados Unidos no ano 1874. Seus habitantes são descendentes da tribo original dos apaches mescaleros, dos apaches lipans e dos chiricahuas. Os lipans e os chiricahuas se juntaram aos mescaleros em 1903 e 1912, respectivamente, depois de guerras com os Estados Unidos. A tribo apache jicarilla está localizada nas Montanhas San Juan, no norte do Novo México, na fronteira com o Estado do Colorado. Historicamente, os jicarillas faziam comércio e agricultura ao lado de Taos Pueblo e Picuris Pueblo. Todas essas tribos caçavam bisões e sofriam influência das tribos das planícies do leste.
Os apaches contemporâneos moram nas reservas Fort Apache e San Carlos (no Arizona) e nas reservas Jicarilla e Mescalero (no Novo México).

## Apaches notáveis
- Mangas Coloradas
- Cochise
- Gerônimo